# The Ballerinas & The Pendeltones
The Ballerinas & The Pendletones slog igenom 2001 med låten "Zlatan & jag". Då hade den svenske fotbollsspelaren Zlatan Ibrahimović precis lämnat Malmö FF, för nederländska Ajax.